# ナシーフ・モリス
ナシーフ・モリス（Nasief Morris、1981年4月16日 - ）は、南アフリカ共和国・ケープタウン出身の元サッカー選手。南アフリカ代表である。現役時代のポジションはDF。右サイドバック、4バックのセンター、3バックのリベロと、色々なポジションをこなした。

## 経歴
2004年にパナシナイコスFCに移籍した。2008-09シーズンはスペインのレクレアティーボ・ウェルバにレンタル移籍し、フィールドプレーヤーとしてチーム最多の37試合に出場したが、セグンダ・ディビシオンに降格した。このようにスペインのプリメーラ・ディビシオンでレギュラーを獲る実力者だが、2009年6月のFIFAコンフェデレーションズカップの南アフリカ代表メンバーからは落選した。これについて南アフリカサッカー連盟の関係者は、モリスがジョエル・サンタナ監督に対して反抗的な態度を取っていたことを明らかにしている。2009年7月、ラシン・サンタンデールにレンタル移籍した。同じく新加入のDFエンリケやDFマルク・トレホンらとポジションを争い、12試合に出場した。2009年10月に代表新監督にカルロス・アルベルト・パレイラが就任したが、それ以後も招集されなかった。